# Пуголовка каспійська
Пу́головка каспі́йський (Benthophilus macrocephalus) — вид риб з родини бичкових (Gobiidae). Поширений в басейні Каспійського моря, а саме преестуарних зонах річок і в маленьких бухтах. Є звичайним видом в дельті Волги біля Астрахані, відомий в дельтах річок Терек, Урал, Самур. Раніш відзначався для Азовського моря, але наразі підтверджено, що в останньому мешкають інші представники даного роду.